# Ex navicula navis

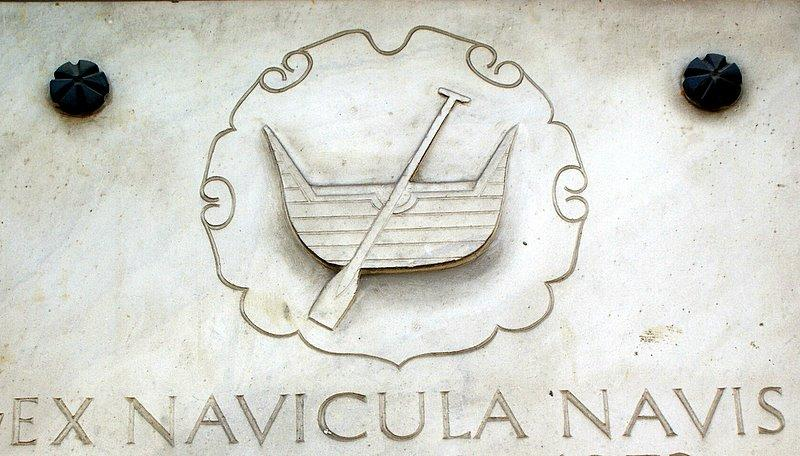

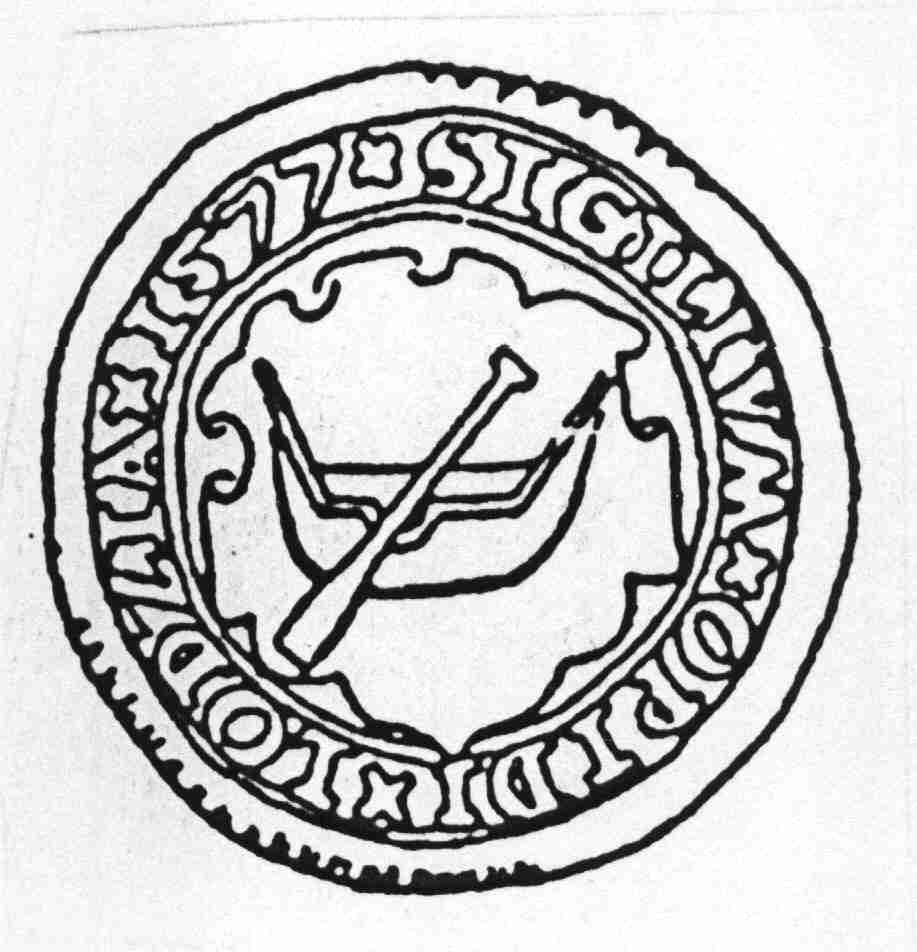
Pieczęć miejska Łodzi z 1577 roku.

Ex navicula navis (łac. „z łódeczki łódź”) – motto widniejące na kilku wersjach pieczęci i herbów miasta Łodzi.
W 1423 roku król Władysław Jagiełło nadał prawa miejskie osadzie Łódź, ale przez wiele lat nie osiągnęła ona większego znaczenia w życiu Rzeczypospolitej szlacheckiej. Dopiero rok 1820, kiedy władze Królestwa Polskiego, z Rajmundem Rembielińskim na czele, zaliczyły Łódź do grona osad fabrycznych, przyniósł przemianę miasta, także demograficzną. Rozwój gospodarczy stał się początkiem największego ośrodka przemysłowego nie tylko w Polsce, ale także jednego z największych w Europie. Tę niecodzienną i niepowtarzalną przemianę zawarto w krótkim stwierdzeniu: „Ex navicula navis”.
Na początku XX wieku rozpoczęła się publiczna debata nad potrzebą zmiany herbu Łodzi. Władze rosyjskie obawiały się, że zmiana herbu wzbudzi uczucia patriotyczne, bo nowy będzie przypominał dawne herby. W 1903 roku redakcja łódzkiej gazety „Rozwój” ogłosiła konkurs na stałe godło Łodzi. Jan Karol Kochanowski zaproponował na łamach „Kuriera Warszawskiego” i w „Tygodniku Ilustrowanym”, aby nowy projekt oparty był na pieczęci miasta z 1577 roku. Jednak zakładał także drugą wersję, bardziej rozbudowaną, składającą się z dwóch części. Na pierwszej godło z 1577, a na lewej części herb oddający współczesny obraz miasta. Oba godła proponował zwieńczyć dewizą Ex navicula navis lub podobną.
Motto jest umieszczone na współczesnym sztandarze Łodzi.